# 19-я флотилия кригсмарине
19-я флотилия подводных лодок кригсмарине — подразделение военно-морского флота нацистской Германии.

## История
Девятнадцатая флотилия подводных лодок кригсмарине была создана в октябре 1943 года из четырёх лодок типа IIC 22-й флотилии, первоначально входивших в 1-ю флотилию в качестве боевых субмарин. Бессменным командиром флотилии стал корветтен-капитан Йост Метцлер, а базой флотилии стал порт Пиллау.
В 19-й флотилии занимались подготовкой будущих офицеров-подводников, которые осваивали приёмы обращения с лодкой. После окончания основного курса, самых перспективных офицеров отправляли на 12-недельный курс командиров подлодок, включавший как теоретические занятия, так и морские учения.
В феврале 1945 года флотилия перебазировалась в Киль, где и была расформирована в мае 1945 года.

## Состав
В состав 19-й флотилии входили 4 субмарины:
| Тип | Количество | Представители          |
| --- | ---------- | ---------------------- |
| IIC | 4          | U-56, U-57, U-58, U-59 |